# Marina de Marseille
Die Marina de Marseille ist ein Sportboothafen in Le Roucas Blanc, einem Viertel der französischen Stadt Marseille.
Bereits seit dem 19. Jahrhundert ist die Bucht von Roucas Blanc Schauplatz nautischer Sportaktivitäten. Ende der 1970er Jahre wurde im Zuge der Gründung des Prado-Küstenparks das Stade nautique du Roucas Blanc errichtet. Anlässlich der Olympischen Sommerspiele 2024 in Paris wurde dieses renoviert und mit der Marina de Marseille ein olympischer Yachthafen errichtet, der Austragungsort der Segelwettbewerbe war. Das Projekt umfasste den Bau von Gebäuden mit einer Fläche von 7.000 m² sowie die Neugestaltung von 17.000 m² Außenfläche und die Sanierung des Stade nautique du Roucas Blanc. 
Während der Olympischen Spiele konnten an der Marina de Marseille 12.262 Zuschauer den Regatten beiwohnen. Davon waren 2262 Sitz- und 10.000 Stehplätze.